# Centrale hydroélectrique de Walchensee

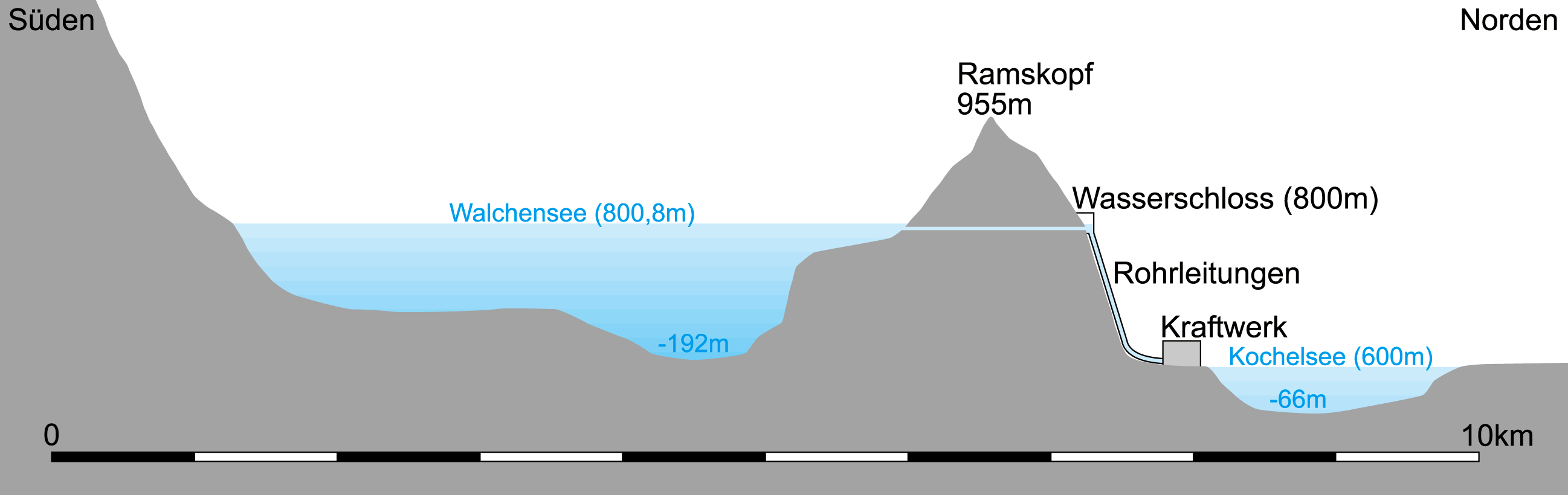
Coupe de l'installation selon un axe Nord-sud (échelle verticale multipliée par 5)

La centrale hydroélectrique de Walchensee est une usine de haute chute mise en service en 1924 à Kochel am See, en Bavière. Elle a été construite par la Sté Cementbaugeschäft Rudolf Wolle. Elle bénéficie d'une puissance installée de 124 MW, ce qui en fait l'une des plus grandes d'Allemagne en son genre ; elle est exploitée par E.ON Wasserkraft GmbH à Landshut.

## Description
La centrale hydroélectrique de Walchensee exploite l'énergie hydraulique d’une chute d'eau naturelle de 200 m entre la retenue du lac Walchen (801 m au-dessus du niveau de la mer) et le lac de Kochel (600 m au-dessus du niveau de la mer). Le marnage du lac de Walchen autorisé à l'exploitant est de 6 m, ce qui correspond à un volume d'eau de 110 000 000 m3. C'est une centrale hydroélectrique bien différente des centrales de pompage-turbinage, puisque l'eau est définitivement soustraite du réservoir du lac de Walchen. Construite pour assurer à l'origine l'alimentation de toutes les communes de la vallée, elle n'assure plus aujourd'hui qu'un appoint lors des pointes de consommation.

## Le barrage-réservoir et son alimentation
Les affluents naturels du lac Walchen ne suffisent pas à faire fonctionner la centrale, et c'est pourquoi l’infrastructure hydroélectrique de Walchensee est un complexe de multiples barrages, galeries, canaux et usines. La régulation des débits de l'Isar et du Riszbach fournit l'eau et les dénivellations nécessaires pour l'hydroélectricité. L'exutoire naturel du lac Walchen à Niedernach (via la Jachen et l’Isar) est contrôlé par un déversoir. Pour stabiliser le niveau du lac de Kochel, son exutoire est contrôlé par un barrage à Kochel ; et une rigole, le canal Loisach-Isar, préserve des inondations la plaine de Loisach et Wolfratshausen.
L'exploitation hydroélectrique et le marnage qu'elle provoque fait que les deux lacs ne gèlent pratiquement pas l'hiver : c'est pourquoi la fine couche de glace qui peut se former dans les baies et les détroits est très frêle et donc dangereuse pour les promeneurs.

### La régulation de l'Isar

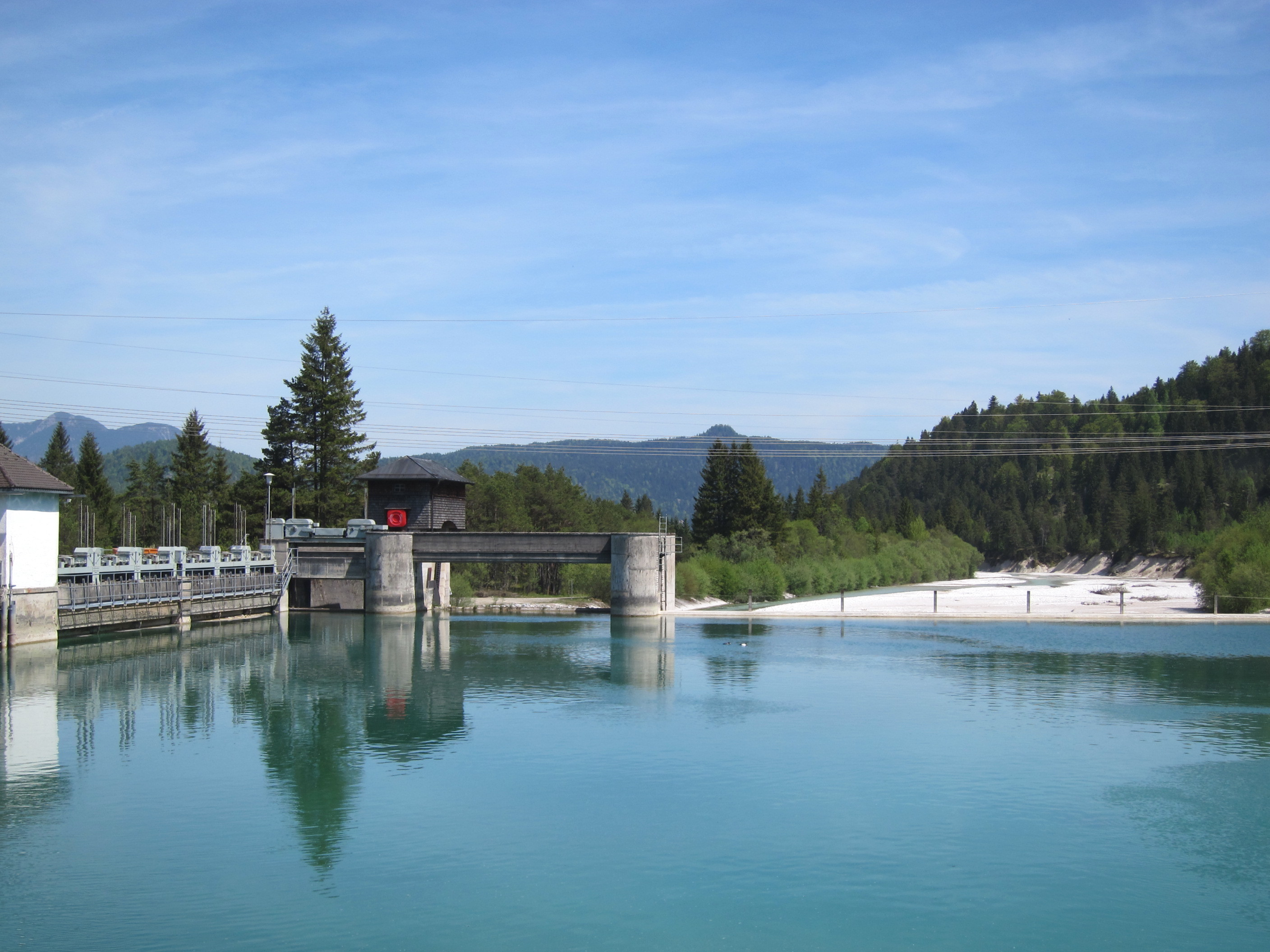
Le barrage de Krün

Les débits alimentant le bassin versant du lac de Walchensee ne suffisent pas à alimenter la centrale. On avait donc initialement imaginé de détourner l'eau de l’Isar vers ce lac. L’Isar s'écoule naturellement depuis le versant autrichien du massif des Karwendel. Elle a été aménagée par le barrage de Krün au PK 251,5 entre Mittenwald et Krün, pour former un lac de retenue (alt. 870 m) profond de 5 m puis presque entièrement détournée vers le lac de Walchensee,. Depuis 1990, un débit réservé (entre 3 et 4,8 m3/s suivant la saison) doit être maintenu pour l'alimentation du lit mineur historique. Pour pouvoir exploiter la chute d'eau restante du barrage, de 5 m, on a aménagé en 1990 une petite centrale au fil de l’eau. Les eaux captées de l'Isar sont d'abord acheminées de Krün à Wallgau par un canal à ciel ouvert. Sur ce tronçon, il reçoit les apports du Kranzbach et du Finzbach par des buses enterrées. À l'amont de Wallgau, le canal passe en siphon sous la Bundesstraße 11 et le lit (souvent à sec) du Finzbach, et rejoint par un tunnel le lac de Sachensee (867 m) à Wallgau. Le lac de Sachensee est lui-même régulé par un petit déversoir. À l'origine l'eau était acheminée au Nord par le canal d'Obernach via une succession de déversoirs (appelée chute aménagée de l'Isar), passait à travers le terrain de l’Institut d’hydraulique et d’hydroélectricité de l’Université technique de Munich et se jetait dans le Walchensee à Einsiedl. Dans les années 1950 on a décidé d'exploiter également la chute entre les lacs de Sachensee et de Walchensee, en construisant la centrale d'Obernach, inaugurée en 1955. Depuis une partie de la réserve du lac de Sachensee est soutirée par une conduite forcée longue de 3,9 km vers un château d'eau taillé dans le roc et de là vers les deux turbines de la centrale hydroélectrique d'Obernach, dont le chenal de décharge est en communication avec le lac de Walchensee. La canalisation de l'Isar fournit au Walchensee un débit de pointe de 25 m3/s.

### Canalisation du Rißbach

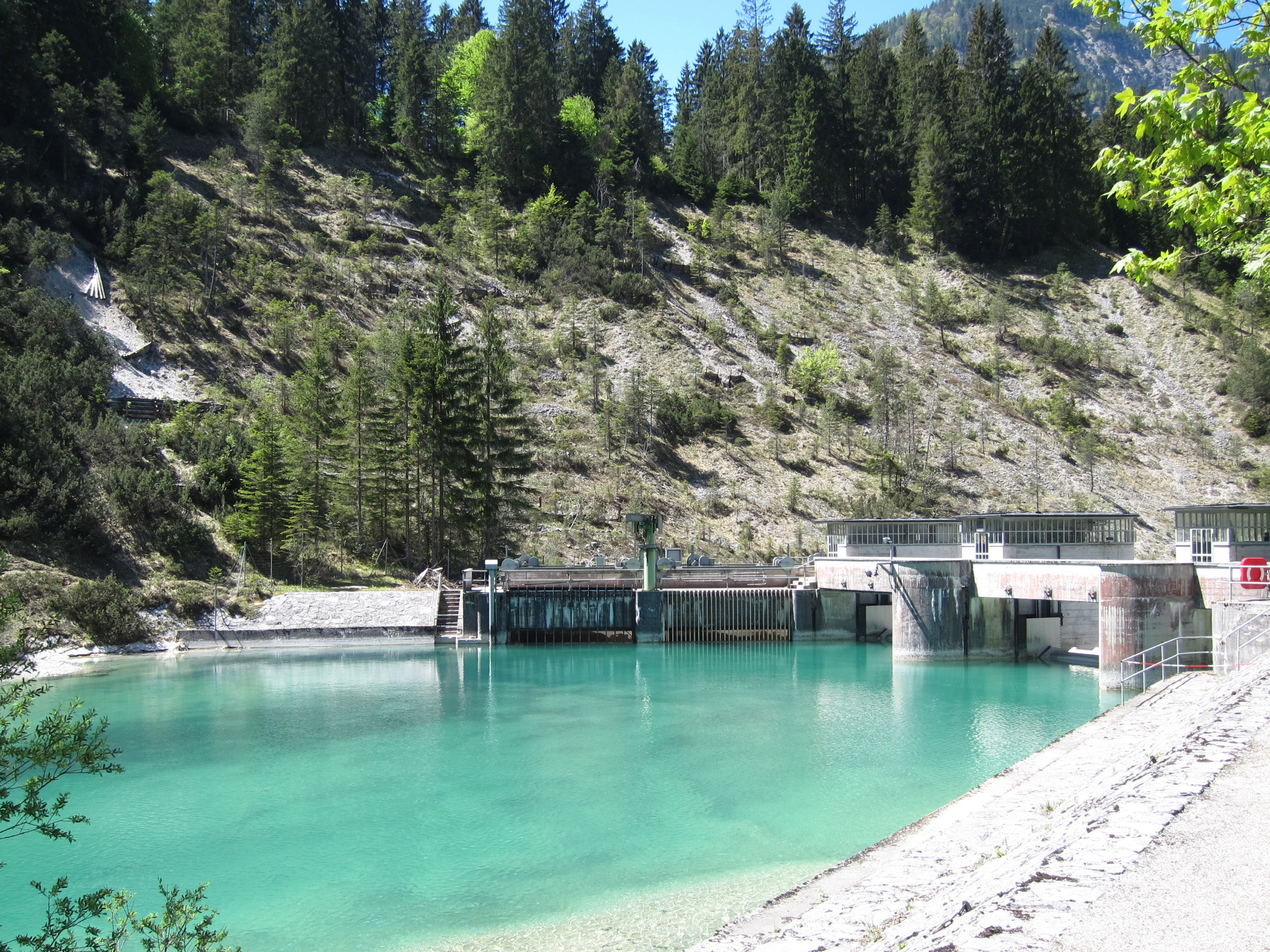
Le barrage du Riszbach

Le Rißbach s'écoule depuis le versant nord du massif des Karwendel, avant de prendre un cours filamentaire au niveau des alpages. En aval de la frontière entre Tyrol et Bavière, juste à l'aval de la confluence avec la Fermersbach, il est régulé par le déversoir d’Oswaldhütte (alt. 838 m) et dérivé par une rigole longue de 7 km. Cette rigole se subdivise en la rigole de Grasberg, longue de 3 647 m, qui reçoit à mi-parcours les eaux du Fischbach. La rigole de Grasberg passe en siphon sous le lit mineur de l'Isar et la rue de Mautstraße en amont d'Ochsensitz. La rigole d'extrémité de Hochkopf, longue de 3 313 m, débouche en amont de Niedernach au déversoir d'Alpenbach (alt. 821 m), qui communique avec le lac de Walchensee. Depuis le déversoir d'Alpenbach, une rigole de 150 m et un canal de 215 m acheminent l'eau vers l'ouvrage de prise de la centrale, dont l'eau est captée par une conduite forcée sur une chute de 21 m vers la centrale de Niedernach à la pointe sud-est du lac de Walchensee. Le trop-plein de l'ouvrage de prise est récolté dans un large canal et repart vers le lac. La régulation du Rißbach fournit un débit maximal de 12 m3/s à la centrale de Walchensee. La centrale fonctionne depuis 1951.

## Principe

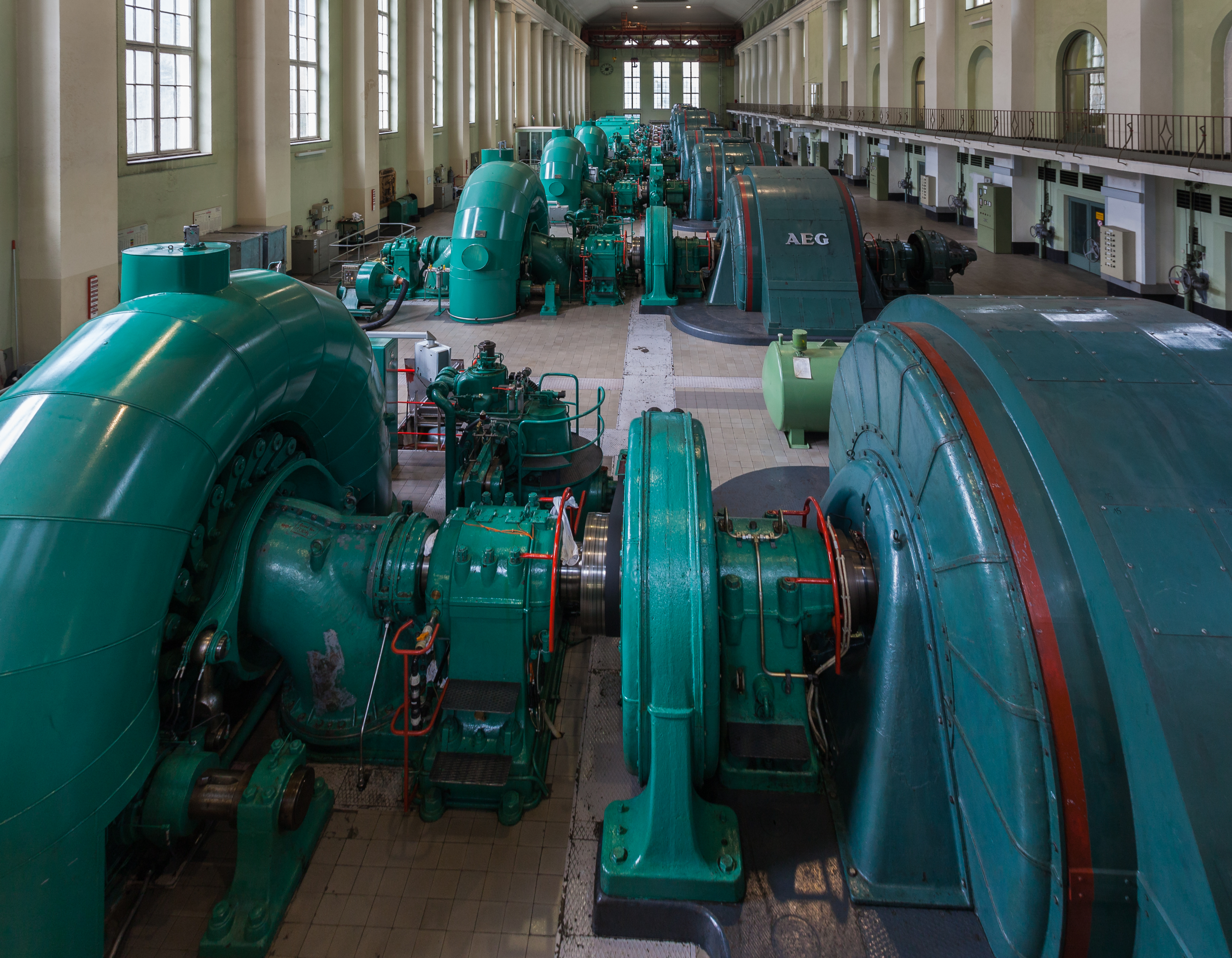
La salle des turbines.

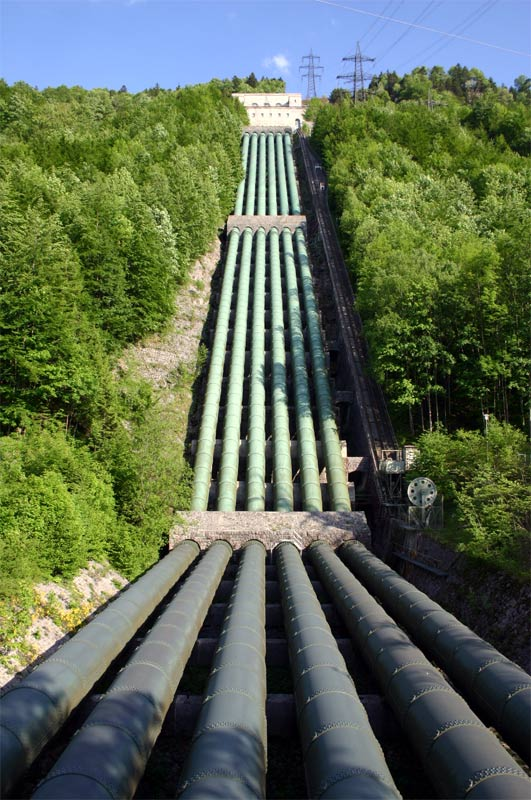
Les conduites forcées du lac de Walchensee.

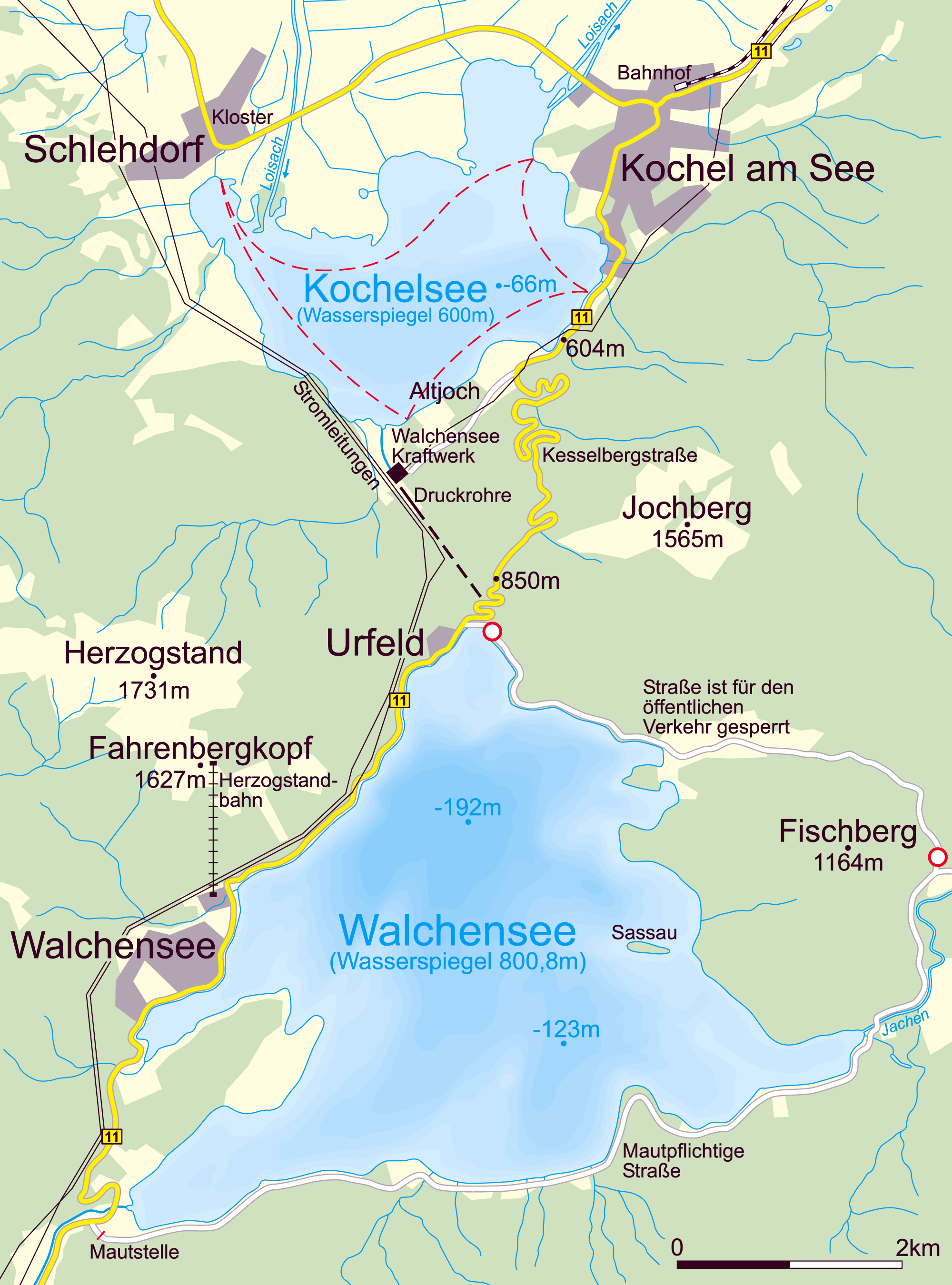
Le site de la centrale.

La centrale de Walchensee est alimentée en eau par la citerne d'Urfeld am Walchensee, creusée dans le rocher sous les culées d'un pont routier, protégée par un dégrilleur. L'eau est acheminée vers la chambre d'équilibre du Kesselberg, bien au-dessus de la centrale, via une conduite forcée en béton longue de 1 200 m, haute de 4,80 m et large de 4,60 m, dont la vanne de prise est noyée 10 m sous la surface du lac. Cette citerne d'un volume de 10 000 m3, profonde de 10 m, amortit les différences de charge lors de l'ouverture et de la fermeture des vannes. Pour reprendre les poussées de l'eau, les parois de cette citerne ont un profil de murs poids, avec une épaisseur qui croît jusqu'à 15 m au niveau du radier. Ce château d'eau sert aussi à entreposer des batardeaux et les grues nécessaires pour le sectionnement et la dépose d'éléments de la conduite d'amenée.
Six aqueducs de 430 m de longueur avec un diamètre qui diminue légèrement vers l'aval 2 m, distribuent l'eau vers les huit turbines de la chambre des machines. Le diamètre de ces conduites va diminuant, de 2,25 m en haut à 1,85 m au niveau de la salle des machines. L'épaisseur augmente au contraire de 10 mm à 27 mm. La salle des machines, longue de plus de 100 m, est décalée par rapport à l'axe des conduites pour évitée qu'elle soit sinistrée en cas de rupture d'une conduite.
Chacune des quatre turbines Francis est alimentée par quatre conduites, et les deux conduites restantes alimentent deux turbines Pelton équipées chacune de deux volants. Les turbines Francis tournent à 500 tr/min, les turbines Pelton à 250 tr/min. Elles exploitent un débit total de 84 m3/s. À vide, les turbines Francis peuvent atteindre la pleine charge en 30 s ; pour une turbine au repos, non complètement remplie, le démarrage dure environ trois minutes. Les turbines débitent dans un bassin de décharge, qu'une rigole met en communication avec le lac de Kochelsee.
Les turbines Francis actionnent des alternateurs d'une puissance individuelle maximum de 18 MVA et de 6,6 kV à la fréquence réseau de 50 Hz. Les turbines Pelton actionnent des alternateurs destinés à alimenter des caténaires à 16 ²⁄₃ Hz (compatible avec la norme actuelle, de 16,7 Hz). La puissance développée se répartit en 72 MW de courant réseau et 52 MW d'électricité pour les caténaires. L'énergie annuelle est d'environ 300 000 000 kWh. À la construction de la centrales, la fourniture des alternateurs a été répartie également entre les quatre constructeurs.
Depuis les alternateurs, le courant est envoyé au transformateur de l'autre côté de la cour, afin de passer de la tension de 6,6 kV à la haute tension : 110 kV.
Il y a dans la cour, face à la salle des machines et au poste électrique, une roue de turbine Pelton avec deux rotors (comportant chacun 22 augets), qui pèse environ 30 t. Cette roue a été remplacée par un modèle plus efficace.

## Caractéristiques
La route fédérale B11 longe la brèche de Herzogstand, en rive Nord, entre Walchensee et Urfeld. La pression interstitielle de l'eau du lac de retenue joue un rôle crucial dans l'équilibre des terrains et contraint le tracé de la route. L'hiver, l'activité de la centrale porte le niveau de la retenue à son minimum annuel, et la dé-saturation des terrains portant la chaussée imposent une limitation de trafic aux poids lourds. Une partie du printemps, l'exploitant E.ON est assujetti à une mission de service public qui lui fait obligation de relever le niveau du lac de retenue afin de rétablir le transit des poids lourds. Pour répondre à cette obligation réglementaire, le fournisseur d'électricité rassemble les données d'enneigement sur tout le bassin versant au cours de l'hiver précédent pour déterminer les apports utiles en sus de l'eau de fonte.
Au mois de mars 2015, le toueur Iago du Centre de recherches océanographiques Helmholtz de Kiel a sondé sur 1 200 m la rigole du lac de Walchensee pour déterminer le niveau d'eau.

## Historique

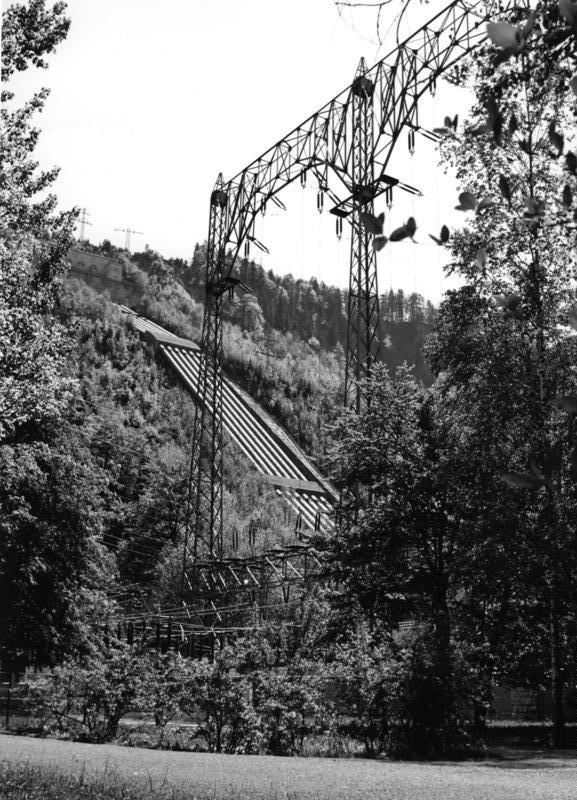
Échafaudages de l’appareillage électrique à haute tension et conduites (1960).

L’idée d'une centrale à Walchensee s'est fait jour vers 1900 à Munich : il s'agissait d'exploiter la chute de 200 m entre les lacs de Walchen et de Kochel pour produire de l'énergie électrique. Oskar von Miller fut le concepteur et le maître d’œuvre de la centrale de Walchensee. Il visait à l'électrification des chemins de fer de Bavière (cf. Mittenwaldbahn) et de toute la région. Dès l'automne 1903, sous couleur d'une opération de sauvetage d'une famille portée disparue, des plongeurs prospectèrent le fond du lac. AU même moment, le projet d'une ligne ferroviaire  Tölz-Lenggries-Jachenau-Mittenwald-frontière se faisait jour. Avec le recul, il est facile de faire le rapprochement entre ces deux programmes, puisqu'il fallait aménager un canal permettant l'acheminement du bois par flottage. Au cours de la 267e session du parlement de Bavière, le 25 avril 1914, les orateurs évoquèrent la centrale de Walchensee comme « un devoir du peuple bavarois. » On débattit abondamment de la question de la ressource en eau. Le ministère des Transports, contrairement au ministère de l'Intérieur, ne se démena guère pour promouvoir le lac de Walchensee, car ses fonctionnaires émettaient des doutes sur la rentabilité des chemins de fer électrifiés.
Après de longs préparatifs, le parlement de Bavière vota l'autorisation de construire la centrale le 21 juin 1918 (cinq mois avant la fin de la Première guerre mondiale). Le chantier démarra en décembre 1918. Afin d'alimenter en courant électrique les nombreux engins de chantier, on construisit la centrale de Kesselbach. Celle-ci ne pouvait couvrir qu'un tiers des besoins ; les deux autres tiers furent apportés par des groupes électrogènes à essence. Le nombre des ouvriers passa de 120 à 2000 au plus fort des travaux. Le 5 janvier 1921, la société nationale Walchenseewerk A.G., fondée à Munich, était chargée de mener à terme le chantier et de reprendre l'exploitation de la centrale. La compagnie d'électricité Bayernwerk AG, fondée le 5 avril 1921, était missionnée pour l'adduction du courant. La première turbine commença à produire du courant à partir du 24 janvier 
1924 ; les sept autres turbines furent installées au cours des mois suivants.
En 1994, la société Bayernwerk, désormais privatisée et exploitant depuis 1942-43 de la centrale de Walchensee, fut rachetée à son tour par VIAG puis revendue en 2000 à E.ON.

## Tourisme

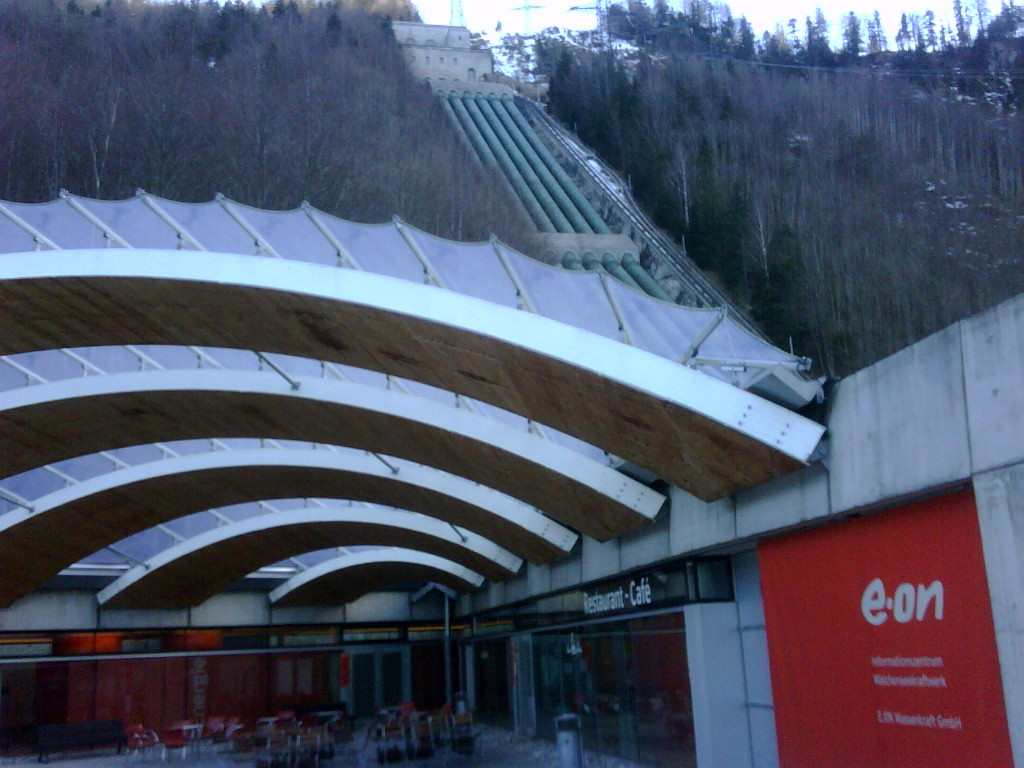
Accueil des visiteurs face aux conduites forcées.

En 2001, l'opérateur E.ON a ouvert un centre d'interprétation qui reçoit chaque année la visite de 100 000 amateurs de patrimoine industriel.